# 連珍羚
連 珍羚（れん ちんれい、中国語読み：レン・ツェンリン、1988年1月31日 - ）は、台湾の女子柔道家。階級は57kg級。台北県立錦和高校、山梨学院大学卒業。コマツ女子柔道部入部。

## 経歴
台北県（現：新北市）出身。柔道は小学校3年の時に始めた。台北県立錦和高校に入学すると高校チャンピオンにもなった。
2008年には嘉納杯に出場して7位に終わったものの、その試合を見ていた山梨学院大学柔道部の山部伸敏監督に「日本で練習すればもっと強くなれる」と声を掛けられたことで、日本語が理解できなかったにもかかわらず山梨学院大学に柔道留学することに決めた。なお、妹の連珮如も姉を追って山梨学院大学に留学することになった。
2009年の世界選手権では7位となった。
2010年6月の全日本学生柔道優勝大会では山梨学院大学の優勝に貢献した。11月の広州アジア競技大会では3位となった。12月にはグランドスラム・東京に出場すると、準決勝で世界チャンピオンであるフォーリーフジャパンの松本薫にGSに入ってからの崩上四方固で敗れたものの、台湾の選手としてグランドスラム大会で初めてのメダルを獲得した。
2011年6月の全日本学生柔道優勝大会ではチームの2連覇に貢献した。12月のワールドカップ・チェジュでは国際大会初優勝を飾った。
2012年4月にはアジア選手権でも2位となったが、あと一歩のところでロンドンオリンピック出場権は得られなかった。10月の学生体重別では初優勝を飾った。11月のグランドスラム・東京では準決勝で自衛隊体育学校の平井希に燕返の技ありで敗れたものの、今大会2度目の3位入賞を果たした。
2014年春の卒業式では、大学の名声に寄与したとして創立者古屋賞が贈呈された。卒業後は実業団のコマツに所属することになった。また、地元で開催されたアジアオープン・台北では、妹の連珮如とともに姉妹優勝を果たした。8月の世界選手権では3回戦で敗れた。
2015年6月にはグランプリ・ブダペストにおいて、台湾の選手として初めてとなるIJFワールド柔道ツアーでの優勝を飾った。8月の世界選手権ではコマツの谷本育実がコーチに付いたものの、2回戦で松本に小内刈で敗れた。グランドスラム・アブダビでは決勝まで進むも、韓国の金珍迪に指導3で敗れて2位にとどまった。2016年には世界ランク上位選手が集まるワールドマスターズに出場すると、それまで5連敗していた松本を三角絞めからの崩上四方固で破る健闘を見せるが、その後敗れて5位となった。
2016年リオデジャネイロオリンピックでは女子57kg級にチャイニーズタイペイ代表として出場したが、準々決勝でルーマニアのコリーナ・カプリオリウに出足払で敗れると、その後の3位決定戦でも松本に小内巻込の有効で敗れて5位にとどまった。
2017年3月のグランドスラム・バクーでは決勝でセルビアのジョバンナ・ロジッチを破って、台湾の選手として初めてグランドスラム大会を制することになった。5月のアジア選手権では準決勝で同じコマツに所属する芳田司にGSに入ってから指導2で敗れて3位だった。6月の実業団体では優勝した。8月の世界選手権では準々決勝で芳田に指導1で敗れるなどして7位だった。
2018年3月のグランドスラム・エカテリンブルグでは決勝まで進むも、ポルトガルのテルマ・モンテイロに合技で敗れた。8月のアジア大会では3位になった。世界選手権では3回戦で敗れた。
2019年3月のグランプリ・マラケシュでは優勝したが、グランドスラム・エカテリンブルグでは決勝でカナダの出口クリスタに敗れて2位だった。11月のグランドスラム・大阪では準決勝で舟久保遥香を崩上四方固で破るも、決勝では玉置桃に合技で敗れて2位だった。ワールドマスターズでは準決勝で北朝鮮のキム・ジナに敗れると、3位決定戦でもポルトガルのテルマ・モンテイロに反則負けして5位に終わった。
2021年3月のグランドスラム・タシケントでは決勝で玉置に送襟絞で敗れて2位だった。7月に日本武道館で開催された東京オリンピックでは2回戦でスロベニアのカヤ・カイゼルに反則負けを喫した。2023年のアジア大会では決勝で玉置を技ありで破って優勝した。2024年7月のパリオリンピックでは2回戦で敗れた。10月には現役引退を表明した。今後は所属先のコマツでコーチを務めることになった。

## 戦績
- 2005年 -　アジアジュニア　3位
- 2007年 -　アジアジュニア　3位
- 2008年 -　東アジア選手権　3位
- 2008年 -　韓国国際　3位
- 2008年 -　嘉納杯　7位
- 2009年 -　アジア選手権　5位
- 2009年 -　環太平洋柔道選手権大会　2位
- 2009年 -　世界選手権　7位
- 2009年 -　東アジア大会　3位
- 2010年 -　全日本学生柔道優勝大会　優勝
- 2011年 -　学生体重別　2位
- 2010年 -　体重別団体　3位
- 2010年 -　アジア大会　3位
- 2010年 -　グランドスラム・東京　3位
- 2011年 -　アジア選手権　3位
- 2011年 -　全日本学生柔道優勝大会　優勝
- 2011年 -　ユニバーシアード　5位
- 2011年 -　体重別団体　5位
- 2011年 -　ワールドカップ・チェジュ　優勝
- 2012年 -　アジア選手権　2位
- 2012年 -　全日本学生柔道優勝大会　2位
- 2012年 -　学生体重別　優勝
- 2012年 -　体重別団体　2位
- 2012年 -　グランドスラム・東京　3位
- 2013年 -　グランドスラム・東京 5位
- 2014年 -　ヨーロッパオープン・ローマ　3位
- 2014年 -　グランドスラム・チュメニ　5位
- 2014年 -　アジアオープン・台北　優勝
- 2015年 - グランプリ・デュッセルドルフ　5位
- 2015年 - ヨーロッパオープン・プラハ　優勝
- 2015年 - アジア選手権　個人戦　2位　団体戦　3位
- 2015年 - グランプリ・ブダペスト　優勝
- 2015年 -　アジアオープン・台北　2位
- 2015年 - グランドスラム・アブダビ　2位
- 2015年 -　グランプリ・チェジュ　3位
- 2016年 - グランプリ・デュッセルドルフ　3位
- 2016年 - アジア選手権　3位
- 2016年 -　ワールドマスターズ　5位
- 2016年 - リオデジャネイロオリンピック　5位[4]
- 2017年 -　グランドスラム・バクー　優勝
- 2017年 -　アジア選手権　個人戦　3位　団体戦　3位
- 2017年 -　実業団体　優勝
- 2017年 -　世界選手権　7位
- 2017年 -　グランドスラム・東京　5位
- 2018年 -　グランドスラム・エカテリンブルグ　2位
- 2018年 - アジア大会　3位
- 2019年 - グランプリ・マラケシュ　優勝
- 2019年 - グランドスラム・エカテリンブルグ　2位
- 2019年 -　オセアニアオープン・パース　3位
- 2019年 -　グランドスラム・大阪　2位
- 2019年 -　ワールドマスターズ　5位
- 2021年 -　グランドスラム・タシケント　2位
- 2022年 -　実業団体 2位
- 2022年 -　グランドスラム・ウランバートル 5位
- 2022年 -　アジア選手権　3位
- 2023年 - アジア大会　優勝
- 2023年 -　グランドスラム・東京　3位

(出典、JudoInside.com)
　